# リュドヴィク・サヴァティエ
ポール・アメデ・リュドヴィク・サヴァティエ（Paul Amédée Ludovic Savatier, 1830年10月19日 – 1891年8月27日）はフランス人の医師・植物学者である。横須賀製鉄所の医師として1866年から日本に滞在した。アドリアン・ルネ・フランシェと共著で『日本植物目録』を発表した。 
明治9年に日本を離れた後はフランスの探検船 "La Magicienne" に乗り組み世界各地で採集を行った。100種の新種の植物を含め1800種の植物を分類した。彼のコレクションはパリ自然史博物館などに収められている。

## 医官として
横須賀製鉄所 （後の横須賀造船所）の首長に任命されたレオンス・ヴェルニーは、製鉄所のフランス人技師が急病になった際、既にあった横浜のフランス病院まで行くには間に合わないため、製鉄所で医師を雇うことを主張した。医師であるのみならず、植物学の知識もあることから日本の殖産にも貢献し得る、との理由で、当時ロシュフォール造船所海軍一等医官であったサヴァティエを推薦した。サヴァティエは年俸5千ドルで （ヴェルニーは1万ドル） 横須賀製鉄所に雇われ、1868年から1871年まで日本に滞在した。静養を理由に一時帰国した後、1873年から1876年に再度滞日した。経費節減のために、高給取りであった、造船所のいわゆるお雇い外国人の削減を目指した明治政府は、サヴァティエをヴェルニーらと共に、1875年12月31日付で解雇した。
サヴァティエはフランス人のみならず、日本人も診療した。これには周辺の住民らも診療し、また横須賀村の通称「ラシャメン村」の売春婦らを性病予防の観点から検診したりもした事も含まれる。これらは当時としては特筆される事として感謝され、その事は後の明治天皇からの勅語でも触れられている。
植物学の知識を生かした、艦材の鑑定も職務の一つであった。
サヴァティエの官舎はヴェルニーの官舎に近い、丘の上にあり、後に横須賀鎮守府参謀長の官舎として使われた。サヴァティエの診療所は官舎の隣にあった。
サヴァティエは下関戦争などにも従軍し、日本の内線状態を手紙でフランスに紹介している。
サヴァティエは明治天皇との接点が何回かある。明治5年の横須賀造船所への行幸は、横浜の写真館を経営するオーストリア人ラインムント・フォン・スティルフリートが隠し撮りをしたが、その写真では三条実美やヴェルニーらと共に姿が見える。 明治8年の行幸は初の国産軍艦の清輝の進水式に臨むためであったが、この際にはヴェルニーと共に白紋縮緬を与えられている。横須賀造船所を解雇される前にも、ヴェルニーと共に明治天皇に謁見している。この時は勅語で働きを労われ、対して奉答文を呈上した。

## 植物学などへの貢献
現在の日本では、サヴァティエは本来の職務である医療よりも、むしろ日本の植物他の生物の調査で知られている。日本滞在中に1800種の植物を分類し、標本をヨーロッパに送った中には、100以上の新種が含まれた。逆に、ヨーロッパの植物を取り寄せて日本の研究者に提供もした。
サヴァティエ自身は仕事のため横須賀を離れることが難しかった。自身での植物の採集は、遠くても横浜や鎌倉などに限られた。一方で明治政府に雇われたフランス人技師エミール・デュポンや、デュポンの随員である佐波一郎の協力のもとに、サヴァティエは日本各地の植物を収集した。（デュポンは、艦材の選定を職務として日本に招かれ、日本各地の官有林を視察した。フランスに帰国後、1880年に「日本森林概要」を出版した。319種の森林植物に関する著作である。）
サヴァティエは日本人の本草家（植物学者）との関係でも知られる。伊藤圭介や田中芳男などから標本を入手している。また伊藤圭介の原稿を、息子の伊藤謙が編集し出版した「日本植物図説」の序文をサヴァティエが書いている。そこでサヴァティエは島田充房の「花彙」、飯沼慾斎の「草木図説」、岩崎灌園の「本草図譜」などに触れ、日本の植物学のレベルの高さを称揚している。「花彙」に関しては、佐波一郎の協力でフランス語に翻訳し、1873年にパリで出版している。
サヴァティエは収集した標本をフランスに送っていた。パリの博物館員のアドリアン・ルネ・フランシェは、サヴァティエの収集した植物を研究し、後にサヴァティエと共著で『日本植物目録』（Enumeratio Plantarum in Japonia Sponte Crescentium）を1875年から1879年にかけて、パリで出版した。ラテン語による日本の植物目録としては、初めてのものである。フランシェが報告した新種の植物の中には、学名の命名者がフランシェとサヴァティエの連名（"Franch. et Sav."）になっているものが多くある。（例: コシアブラ、タテヤマギク）彼らによって（再）報告されたフラサバソウの和名は、彼らを記念してつけられたものである。
サヴァティエは藻類の採集もした。またサヴァティエが1867年に横須賀製鉄所のドック建設中に発見したとされる「バクに似た動物」の頭骨と脊椎骨は、ハインリッヒ・エドムント・ナウマンによって研究、報告された。これは現在では日本で最初に発見されたナウマンゾウの骨である事が知られている。